# Predicatore della Casa Pontificia

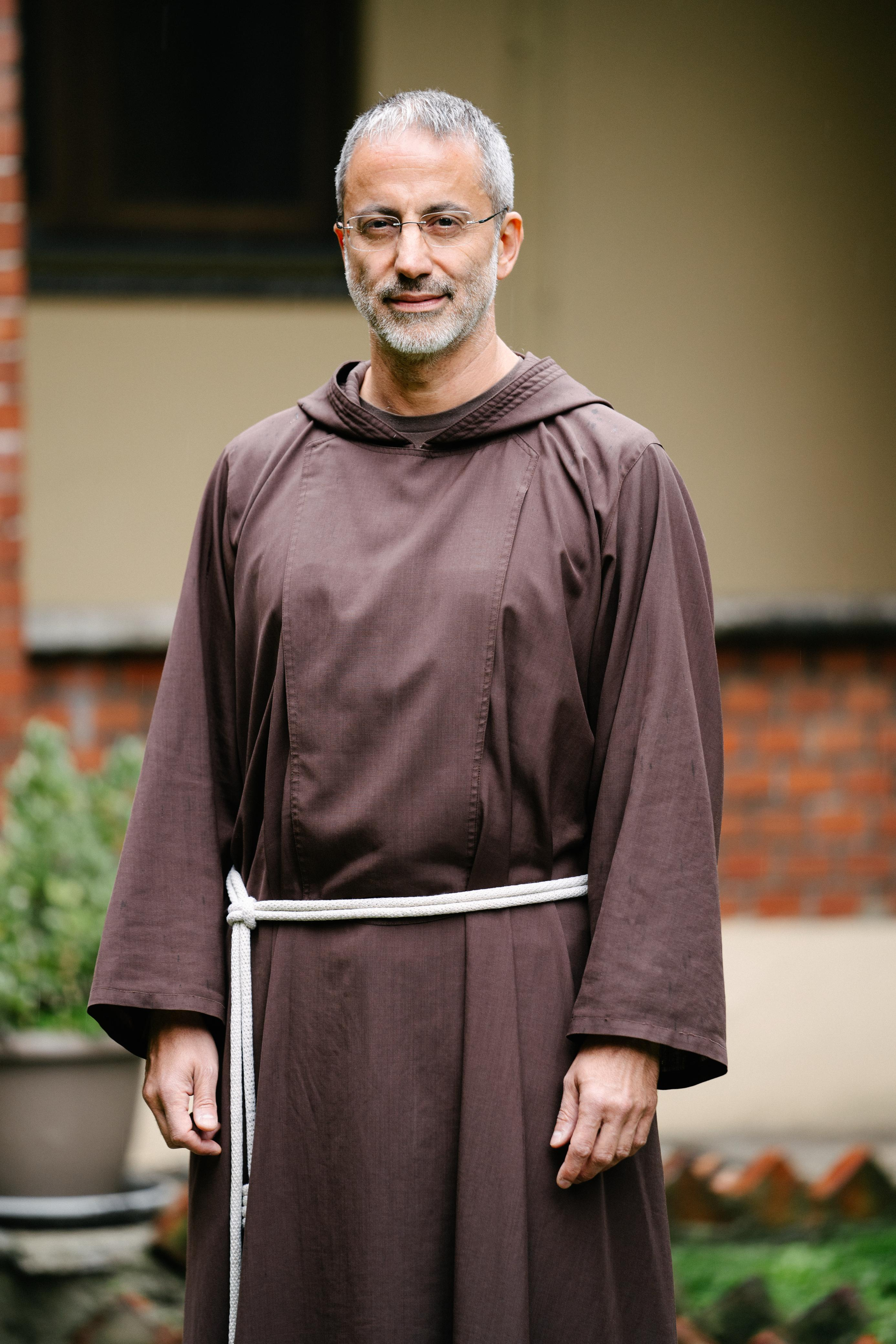
Padre Roberto Pasolini, predicatore della Casa Pontificia dal 2024

Il Predicatore della Casa Pontificia, o Predicatore Apostolico, è il membro della Famiglia Pontificia che ha il compito di tenere meditazioni spirituali in presenza del papa, dei cardinali, dei vescovi, dei prelati e dei superiori generali degli ordini religiosi.
Dal 9 novembre 2024 l'incarico è ricoperto da padre Roberto Pasolini O.F.M.Cap..

## Storia
La consuetudine di affidare ai procuratori generali dei quattro ordini mendicanti (Francescani, Domenicani, Carmelitani ed Eremitani di Sant'Agostino) l'incarico di predicare a turno, nelle domeniche d'Avvento e di Quaresima, davanti alla corte papale risale all'età medievale. L'ufficio del predicatore apostolico come figura stabile risale invece al pontificato di Paolo IV. Nel corso del tempo ai vari ordini venne delegato l'incarico di designare un loro esponente a tale carica. 
Nel 1743 papa Benedetto XIV riservò questo titolo esclusivamente ad un membro dell'Ordine dei frati minori cappuccini mediante il breve Inclytum Fratrum Minorum.
Il predicatore tiene meditazioni durante i venerdì di Quaresima e di Avvento e durante gli esercizi spirituali della curia romana, nonché l'omelia della celebrazione della Passione del Signore presieduta dal papa nel pomeriggio del Venerdì Santo nella basilica di San Pietro.

## Cronotassi
- P. Francisco di Jesi, O.F.M.Cap. (? - 1532)
- P. Callisto Fornari, C.R.L. (1532 - ?)
- P. Francisco de Toledo Herrera, S.I. (1569 - 1593)
- P. Ambrogio Brandi, O.P. (1593 - 1595)
- P. Anselmo Marzato, O.F.M.Cap. (1595 - 1604)
- P. Pedro della Madre di Dio, O.C.D. (1604 - 1608)
- P. Jeronimo da Narni, O.F.M.Cap. (1608 - 1629)
- P. Nicola Riccardi, O.P. (1629 - 1639)
- P. Luigi Albrizzi, S.I. (1639 - 1651)
- P. Giovanni Paolo Oliva, S.I. (1651 - 1673)
- P. Bonaventura Massari da Recanati, O.F.M.Cap. (1673 - 1680?)
- P. Tommaso Maria Ferrari, S.I. (1680? - 1692)
- P. Paolo Segneri, S.I. (1692 - 1694)
- P. Francesco Maria Casini, O.F.M.Cap. (1707 - 1712)
- P. Bonaventura Barberini, O.F.M.Cap. (1718 - 1740)
- P. Michelangelo Franceschi da Reggio, O.F.M.Cap. (1740 - 1750)
- P. Francesco Maria da Bergamo (1752 - 1773)
- P. Giuseppe Maria Luvini da Lugano (1773 - 1785)
- P. Pietro da Como (1785 - 1791)
- P. Pierantonio da Parma (1791 - 1793)
- P. Giovanni da Bosco Luganese (al secolo GiovanniFraschina) (1793 - 1804)
- P. Federico da san Giovanni (1804 - 1817)
- P. Giuseppe Maria da Pescia (1817 - 1820)
- P. Ludovico Micara da Frascati O.F.M.Cap. (1820 - 1827)
- P. Domenico Alfonso Serafini (1827 - 1840)
- P. Luigi da Bagnaia (al secolo Pietro Paolo Pietrosi) (1840 - 1845)
- P. Ignazio da Rovereto (1845 - 1847)
- P. Lorenzo Signani da Brisighella (1847 - 1855)
- P. Luigi da Trento (1855 - 1867)
- P. Eusebio Manier da Monte Santo (1867 - 1881)
- P. Paolo Marco Tei (1881 - 1904)
- P. Pacifico Carletti da Seggiano (1904 - 1914)
- P. Luca Ermenegildo Pasetto O.F.M.Cap. (Luca da Padova) (1914 - 1921)
- P. Vigilio Federico Dalla Zuanna O.F.M.Cap.  (1921 - 1931)
- P. Vigilio da Valstagna (Federico Dalla Zuanna) (4 settembre 1931 - 12 maggio 1941)
- P. Clemente da Santa Maria di Punta (al secolo Albino Vicentini) (1º giugno 1944 - 20 marzo 1959)
- P. Ilarino da Milano (al secolo Alfredo Marchesi) (20 marzo 1959 - 23 giugno 1980)
- P. Raniero Cantalamessa O.F.M.Cap. (23 giugno 1980 - 9 novembre 2024)
- P. Roberto Pasolini O.F.M.Cap., dal 9 novembre 2024